# Rooks (Schiff)
Die USS Rooks (DD-804) war ein zur Fletcher-Klasse gehörender Zerstörer der United States Navy. Der Zerstörer wurde im Zweiten Weltkrieg und im Koreakrieg eingesetzt. 1962 wurde das Schiff als Leihgabe an Chile übergeben und als Cochrane in Dienst gestellt. 1983 wurde der Zerstörer abgebrochen.

## Namensgeber
Captain Albert H. Rooks (1891–1941) war Kommandant der Houston, die während der Schlacht in der Sundastraße versenkt wurde. Ihm wurde postum die Medal of Honor verliehen.

## Technik

### Rumpf und Antrieb
Der Rumpf der USS Rooks war 114,7 m lang und 12,2 m breit. Der Tiefgang betrug 5,4 m, die Verdrängung 2.100 Tonnen. Der Antrieb des Schiffs erfolgte durch zwei Dampfturbinen von General Electric, der Dampf wurde in vier Kesseln von Babcock & Wilcox erzeugt. Die Leistung betrug 60.000 Wellen-PS, die Höchstgeschwindigkeit lag bei 35 Knoten.

### Bewaffnung und Elektronik
Hauptbewaffnung des Zerstörers waren bei Indienststellung die fünf 5"/38 Mk.30-Einzeltürme. Dazu kamen diverse Flugabwehrkanonen, die im Laufe des Krieges immer weiter verstärkt wurde.
Die USS Rooks war mit Radar ausgerüstet. Am Mast über der Brücke waren ein SG- und ein SC-Radar montiert, mit denen Flugzeuge auf Entfernungen zwischen 15 und 30 Seemeilen und Schiffe in Entfernungen zwischen 10 und 22 Seemeilen geortet werden konnten. Zur Unterwasserortung war ein QC-Sonar eingebaut.

## Geschichte
Die USS Rooks wurde am 27. Oktober 1943 auf der Todd Pacific Shipyards in Seattle, Washington auf Kiel gelegt und lief am 6. Juni 1944 vom Stapel. Ihre Taufpatin war die Witwe des Namensgebers Edith R. Rooks. Am 2. September 1944 wurde der Zerstörer unter dem Kommando von Commander Robert F. Martin in Dienst gestellt.
Nach Abschluss der Erprobungsfahrten lief das Schiff nach Hawaii, um dort an Landungs- und Artillerieübungen teilzunehmen.

### 1945
Am 22. Januar 1945 fuhr sie zusammen mit LSTs nach Eniwetok, um von dort weiter nach Saipan zu laufen, um erneut Landungsübungen durchzuführen.
Am D-Day der Landung auf Iwo Jima am 19. Februar 1945 führte die USS Rooks die LSTs an den Landungsabschnitt und diente anschließend als Radarvorposten. Am Nachmittag verlegte sie an die Südostspitze der Insel und deckte die dortige Landungen von US Marines. Zwischen dem 21. und 26. Februar setzte sie wiederholt ihre Artillerie gegen Ziel auf Iwo Jima ein, wurde zur U-Bootabwehr und erneut als Radarvorposten eingesetzt. Am 28. Februar verließ sie Iwo Jima und eskortierte Truppentransporter nach Saipan, fuhr mit zusammen anderen Zerstörern nach Ulithi und eskortierte anschließend zwei Geleitflugzeugträger nach Leyte. Am 1. April 1945 erreichte sie Okinawa und beschoss während der folgenden 87 Tage mit insgesamt 18.624 5"-Granaten die Küste der Insel. In diesem Zeitraum wurde sie wiederholt Ziel von Luftangriffen und schoss sechs feindliche Flugzeuge ab. Des Weiteren wurde sie zur U-Boot- und zur Luftabwehr eingesetzt. Munition, Treibstoff und Verpflegung wurden in dem Stützpunkt der Kerama-Inseln ergänzt. Am 6. April 1945 fanden die schwersten Luftangriffe statt. Gegen 1:00 Uhr war sie am Abschuss von sechs Flugzeugen beteiligt, die die alliierten Verbände angriffen. Mehr als 100 Flugzeuge griffen gegen 16:00 Uhr an und bis 16:48 Uhr schoss die USS Rooks einen Kamikaze ab und war am Abschuss weiterer fünf beteiligt. Um 17:12 Uhr wurde sie zur Unterstützung der USS Hyman gerufen, die durch einen Kamikazeangriff schwer beschädigt war. Zusammen mit der USS Sterett konnten drei weitere Angreifer abgeschossen werden. Der Schiffsarzt sowie ein Sanitäter setzten auf den beschädigten Zerstörer über, während er zur Reede von Hagushi eskortiert wurde.
Die USS Rooks unternahm am 4. Juli 1944 mit mehreren Minensuchern eine groß angelegte Minenräumoperation am Eingang zum Ostchinesischen Meer. Ursprünglich zur Feuerunterstützung eingeplant, setzte sie ihre Geschütze zur Vernichtung von Treibminen ein. Sie diente als Radarvorposten und als Referenz für die Minensucher. Diese Operation dauerte bis Ende Juli an.
Am 1. August lief sie Eskorte für die Schweren Kreuzer Salt Lake City und Chester von der Bruckner Bay nach Saipan. Von Ulithi eskortierte sie anschließend drei Truppentransporter nach Leyte, wo sie bis zum 1. September repariert wurde. Zusammen mit mehreren LSTs lief sie nach Okinawa und von dort weiter nach Nagasaki. Mit 92 ehemaligen Kriegsgefangenen an Bord erreichte sie am 15. September Okinawa. Nach ihrer Rückkehr nach Nagasaki fuhr sie mit dem Kommandeur der Zerstörer im Pazifik, Rear Admiral William H. P. Blandy, an Bord zur Inspektion des japanischen Marinestützpunkts Sasebo. Bis zum 26. Oktober 1945 blieb die USS Rooks in den Gewässern zwischen Japan und Okinawa. Sie lief am 10. November in San Francisco und am 15. November in Bremerton ein, wo sie der Reserveflotte in San Diego zugeordnet wurde.

### 1946–1950
Am 11. Juni 1946 wurde die USS Rooks außer Dienst gestellt und am 17. August inaktiviert.

### 1951–1962
Die USS Rooks wurde am 19. Mai 1951 wieder in Dienst gestellt. Sie wurde am 13. Oktober dem Destroyer Squadron (DesRon) 20 in Newport unterstellt. Im folgenden Jahr nahm sie an Übungen teil und wurde überholt. Am 6. September 1952 wurde das DesRon 20 nach Korea verlegt. Die USS Rooks diente als Eskorte und als Planeguard der Task Force (TF) 77 sowie der TF 95. Sie beschoss die nordkoreanischen Häfen Songjin, Wonsan und Chongjin. Im Februar 1953 verließ sie koreanischen Gewässer und kehrte am 11. April nach Newport zurück.
Sie wurde der 2. US-Flotte zugeteilt, 1954 überholt und von September 1954 bis Februar 1955 ins Mittelmeer entsandt. Nach Rückkehr in die Vereinigten Staaten von Amerika diente sie als Artillerieschulschiff und nahm ab Sommer an U-Bootabwehr- sowie Konvoiübungen teil. Bis Juli 1962 unternahm sie Fahrten und Übungen entlang der Ostküste, ins Mittelmeer sowie ins Rote Meer und stand 1961 während der Freedom 7-Mission in Bereitschaft.

### 1962–1983
Am 26. Juli 1962 wurde sie im Rahmen des Military Assistance Program leihweise an die Chilenische Marine übergeben, die sie als Cochrane in Dienst stellte.

### Verbleib
1983 wurde die Cochrane abgebrochen.

## Auszeichnungen
Die USS Rooks erhielt drei Battle Stars während des Zweiten Weltkriegs und zwei Battle Stars für ihre Einsätze im Koreakrieg.